# Contea di Rockdale
La contea di Rockdale (in inglese Rockdale County) è una contea dello Stato della Georgia, negli Stati Uniti. La popolazione al censimento del 2000 era di 70 111 abitanti. Il capoluogo di contea è Conyers.